# Sociedade Escritores de Blumenau
A Sociedade Escritores de Blumenau, conhecida como SEB, é uma entidade que congrega escritores do município de Blumenau, Santa Catarina, Brasil. Fundada em 13 de outubro de 1999, é considerada de utilidade pública municipal desde 2004, tendo como principais objetivos o fomento e a difusão da literatura.

## Membros
1. Adrian Kreuz
2. Ana Marina Godoy
3. Antonio Hugo Aresse Quintana
4. Augusto Abreu
5. Carlos Braga Muller
6. Carlos Eduardo Heinig
7. Cassiane Schmidt
8. Condorcet Aranha
9. Danielle da Gama
10. Dario Beduschi
11. Dorothy Steil
12. Edson L Silva
13. Ellen Crista da Silva
14. Eliomar Russi
15. Fabiana Lange
16. Fábio Ricardo
17. Fátima Venutti
18. Felicitas Maria Lanser
19. Felipe Gruetzmacher
20. Gelson Walker
21. Gustavo Siqueira Alves
22. Haidi Rosane Bruch de Melo
23. Ilka Bosse
24. Isabel Mir
25. Isnelda Weise
26. Ivo Gomes de Oliveira
27. Ivo Hadlich
28. Izabella Pavesi
29. Jairo Martins
30. JC Ramos
31. Joni Kormann
32. José Paulo Castro de Souza
33. Juliano Gonçalves
34. Leonardo Stuepp
35. Lilli Stefens
36. Marcelo Steil

Maria de Fátima martins Baumgärtner
1. Maria de Lourdes S. Heinden
2. Maria Tomio Saes
3. Nelson Valente
4. Otto Eduardo Gonçalves
5. Paloma
6. Paulo R. Bornhofen
7. Raquel Gastaldi
8. Rachel Sant'Ana Valdrighi
9. Ricardo Brandes
10. Rogéria Fernandes Albrecht
11. Roy Kellermann
12. Lorreine Beatrice
13. Luis Carlos Binotto Leal
14. Luiz Cláudio Altenburg
15. Luiz Eduardo Caminha
16. Maeles Carla Geisler
17. Malu Ramos
18. Rubens Bachmann
19. Sonia Sales
20. Tânia Maria da Silva
21. Tchello d'Barros
22. Tereza Schappo
23. Terezinha Manczak
24. Valmira Siemann
25. Vonei Fantoni

## Membros honorários
1. Dirceu Bombonatti
2. Doalcei Luiz Fabris
3. Edith Kormann
4. Gervásio Tessaleno Luz
5. Maria Lourdes Q Azambuja